# Archivio storico di Eduardo De Filippo
L'archivio storico di Eduardo De Filippo  documenta la vita della compagnia del Teatro Umoristico I De Filippo, delle compagnie che negli anni creò il grande attore e drammaturgo napoletano, la storia del Teatro San Ferdinando  a partire dal 1954, anno di inaugurazione della gestione di Eduardo De Filippo, e lo straordinario percorso umano ed artistico del drammaturgo fin dai primi decenni del Novecento. È costituito da:
- copioni delle commedie
- una collezione di copioni di Eduardo e Vincenzo Scarpetta
- manoscritti di teatro napoletano
- copioni di spettacoli scritti in collaborazione con altri artisti tra i quali Pirandello, Rocca, Riccora, Mangini, Maria Scarpetta, Curcio, Murolo e, naturalmente i fratelli Titina e Peppino
- copioni di altri autori proposti alla sua attenzione
- circa 15.000 articoli che la stampa nazionale ed internazionale tra il 1930 ed il 1980 ha dedicato all'attività teatrale di Eduardo, a quella cinematografica, alla breve stagione della Scarpettiana, all'esperienza del Teatro San Ferdinando, nonché gli articoli a firma dello stesso Eduardo e numerosi saggi dedicati alla sua drammaturgia.

- locandine, bozzetti, programmi di sala
- 3000 foto di scena
- documentazione amministrativa (lettere, contratti, borderò ecc.) che racconta la storia del Teatro Umoristico, del San Ferdinando e delle Compagnie di Eduardo

Nel fondo De Filippo sono inoltre conservati: dischi di Eduardo Scarpetta, disegni di Eduardo De Filippo e una ricca corrispondenza con attori e personaggi del teatro e della cultura italiana del Novecento (da Pirandello a Bontempelli, da Paolo Grassi a Erminio Macario).
Curatrice dell'archivio fu per molti anni Isabella Quarantotti De Filippo  terza moglie di Eduardo e madre dell'attrice Angelica Ippolito. 
La Fondazione Eduardo De Filippo conserva centinaia di fondali dipinti, oggetti di scena e numerosi costumi. Gli autografi delle commedie e l'epistolario sono conservati presso l'archivio contemporaneo del Gabinetto Vieusseux di Firenze, mentre una completa documentazione video è conservata presso il Centro Teatro Ateneo dell'Università La Sapienza di Roma.
Due pubblicazioni edite dall'Associazione Voluptaria, curatrice dell'Archivio, sono state dedicate ai copioni e alla rassegna stampa. 
 
In particolare l'archivio fotografico conserva oltre cinquemila foto relative all'attività teatrale ed alla vita di Eduardo De Filippo.
Le foto sono divise in quattro sezioni interrogabili separatamente:
- Spettacoli: sono quelli prodotti dal Teatro umoristico I De Filippo, dal Teatro di Eduardo, le commedie prodotte dalla RAI, le regie liriche ed i film diretti o interpretati da Eduardo.
- Album: contiene le foto di Eduardo fuori dal palcoscenico, le foto dei due fratelli Peppino De Filippo e Titina De Filippo, le foto di eventi di particolare significato: incontri con altri artisti, tournée, ricostruzione e inaugurazione del Teatro San Ferdinando.
- La Scarpettiana: contiene le foto degli spettacoli e degli attori della compagnia "La Scarpettiana" formata da Eduardo De Filippo, attiva tra il 1954 ed il 1960, e destinata a riproporre i capolavori della tradizione napoletana nel rinato Teatro San Ferdinando.
- Album di famiglia Scarpetta: Eduardo Scarpetta - Vincenzo Scarpetta: album di pose di scena e foto di due grandi attori profondamente legati alla vita ed all'attività teatrale di Eduardo.
- Attori: foto degli attori che hanno collaborato o incrociato il loro percorso artistico con Eduardo e Vincenzo Scarpetta.

Trasferito nel 1997 nella biblioteca della Società napoletana di storia patria, dal febbraio 2014 l'Archivio è depositato presso la Biblioteca Lucchesi Palli, sezione della Biblioteca Nazionale di Napoli dedicata alle arti dello spettacolo